# Rudolf Kolbe
Rudolf Kolbe (Waldheim, 1873. december 2. – Drezda, 1947. május 9.) német származású építész, iparművész. Főleg Drezda és környékén épített. A kor nagy protestáns templomépítője. Nevéhez fűződik a gróf Károlyi Gyula megrendelésére készült cifrai kápolna épülete.

## Élete, munkássága
Rudolf Kolbe 1873-ban született egy festőmester és kárpitos fiaként, aki szabadidejében tájképfestőként is dolgozott. Öt testvére közül a legismertebb Georg Kolbe (1877–1947) szobrászművész volt.
Általános iskolai tanulmányait a szülővárosában lévő Bürgererschule-ban (általános iskola) végezte, majd 1888 és 1893 között a Drezdai Állami Építőipari Szakiskolába járt.  Ezután került első munkahelyére, a híres drezdai Schilling & Graebner építészirodában, ahol két évig tartózkodott.
1890 körül kaphatott megbízást gróf Károlyi Gyulától egy kápolna megépítésére nagyszénási uradalmába. A megépült klasszicista kápolnát Károlyi György tiszteletére Szent György oltalmába ajánlották.
1895-től a Drezdai Művészeti Akadémia hallgatója. Mestere Paul Wallot volt.  1898 és 1901 között Kolbe a drezdai Királyi Szász Bíróság építési irodájában volt alkalmazott.  Ez idő alatt már részt vett különféle építészeti versenyeken, többek között az 1900-as I. Drezdai Német Épületkiállításon, ahol „kiemelkedő művészi eredményeiért” elismerő oklevelet kapott.
Ugyanebben az évben vette feleségül Helene Pahlitzsch-ot (1875–1955). Három közös gyermekük született, köztük Joachim Kolbe (1904–1991) építész, aki apja irodájában dolgozott 1932 és 1936 között.
Ezekben az években ismerkedett meg és barátkozott össze Oscar Menzel építészel, akivel együtt alapították saját irodájukat 1901-ben, a drezdai Loschwitz külvárosban. Ügyesen használta ki a terület adta viszonyokat, amikor az itt telkeket vásárló gazdagabb polgárok őt bízták meg villájuk, nyaralójuk megtervezésével. Különféle versenyterveket is alkotott, melyekkel kivívta az általános elismertségét a szakmában. 1906-ban a Gottfried Semper Alapítvány támogatásával olaszországi és egyiptomi tanulmányútra mehetett. Innen visszatérve felvételt nyert a Német Építészek Szövetségébe, két év múlva pedig már a Die Zunft Művészegyesület tagjává válhatott. Később a neves Werkbund is felvette tagjai sorába, ugyanekkor visszautasította Wilhelm Kreis állásajánlat, hogy dolgozzon a düsseldorfi Kunstgewerbeschule-nál, mint tanár.
Ekkortájt indultak kisebb egyházi projektjei, majd 1912-ben megbízást kapott a drezdai Heilandskirche megépítésére. A templomot végül 1927. május 26-án, Krisztus mennybemenetele emléknapján szentelték fel.
Önkormányzati és állami megrendeléseket szinte sosem kapott, viszont annál több polgári házat épített gazdagabb megrendelői számára. Érkeztek hozzá megrendelések szökőkutakra, síremlékekre, különböző emlékművekre, melyek terveivel nagyobb sikereket érhetett el. Ezen sikerek és az általános elismertség miatt felmentették az első világháborúban való katonai szolgálat alól. 1917–1918 között művészeti tanácsadóként dolgozott a francia fronton, ahol több katonai temetőt tervezett. Sőt, még szászországi háborús kitüntetéseket is, melyeket az 1920-as évek elején kiviteleztek.
A világégés után Rudolf Kolbe is nagyobb figyelmet fordított a lakás- és  településtervezésre – az akkori körülményeknek megfelelően. Legismertebb példája ezen irányvonalának a helleraui piac (megvalósult: 1928 és 1930 között sikeres versenyterv alapján).
Az 1930-as évek közepétől Kolbe csak néhány megrendelést kapott. Mivel azonban egyházi építészként jó hírnévnek örvendett, Szászországban egyházi épületek felújításával és újjáépítésével bízták meg, mint például a freibergi székesegyház renoválása. A második világháború befejezése után könyvelhette el utolsó sikereit, amikor is részt vett a Riesa melletti zeithaini tömegsírok emlékművére kiírt pályázaton és I. díjat nyert. Ezen felül a johannisfriedhofi légi csatában elesettek, illetve a drezdai-tolkewitzi csata áldozatainak emlékművei voltak a fontosabb alkotásai.
Élete nagy részét Drezdában töltötte, ott is halt meg 1947-ben.

## Művei

### Polgári épületek
1900 és 1936 között Kolbe tervei alapján 37 családi ház épült, főleg Drezda-Loschwitzban és Drezda-Wachwitzban.  Ezeknek a terveknek a magját a loschwitzi Hermann-Vogel-Strasse különféle lakóépületei jelentik, amelyeket Kolbe és Oskar Menzel közösen építettek.
- Lakóház, Drezda-Loschwitz, Hermann-Vogel-Straße 4 (műemlék; 1900–1901)
- Lakóház, Drezda-Loschwitz, Malerstraße 16 (műemlék; 1903)
- „Villa Rosenhügel“, Drezda-Loschwitz, Sonnenleite 3 (műemlék; 1908–1909)
- „Landhaus Kruse“, Drezda-Weißer Hirsch, Collenbuschstraße 18 (műemlék; 1910–1911)
- Takarék- és Épületegyesület lakásai, Radeberg, Schillerstraße, Lessingstraße (módosítva; 1919–1928)
- Schmieder-villa, Drezda-Strehlen, Winterbergstraße 2 (1921–1922)
- Helleraui piac (műemlék; 1928–1930)
- Marie von Schmettow grófnő lakóháza, Drezda-Weißer Hirsch, Lahmannring 5/b (műemlék; 1936)

### Egyházi épületek
- Cifrai kápolna, Nagyszénás (1890 körül)
- Graupai evangélikus templom (1908)
- Ravatalozó, Tharandt (1908)
- Heilandskirche, Drezda-Cotta (1914–1928)
- Ellefeldi evangélikus templom (1924–1926)
- Hoffnungskirche, Drezda-Löbtau (1935–1936)

### Emlékművek
- Ludowieg-kút, Hamburg, Stadtpark (1909)
- Bismarck-torony, Drezda-Cossebaude (1913)
- Wettin tér díszítése, Hartha (ma: Stadtpark; 1913)
- Jakob-kút, Waldheim, temető (Georg Kolbéval; 1916)
- a Demitz-Thumitz-i csata emlékműve (1922)
- a johannisfriedhofi légi csatában elesettek emlékműve, Drezda-Tolkewitz (1946)

## Emlékezete

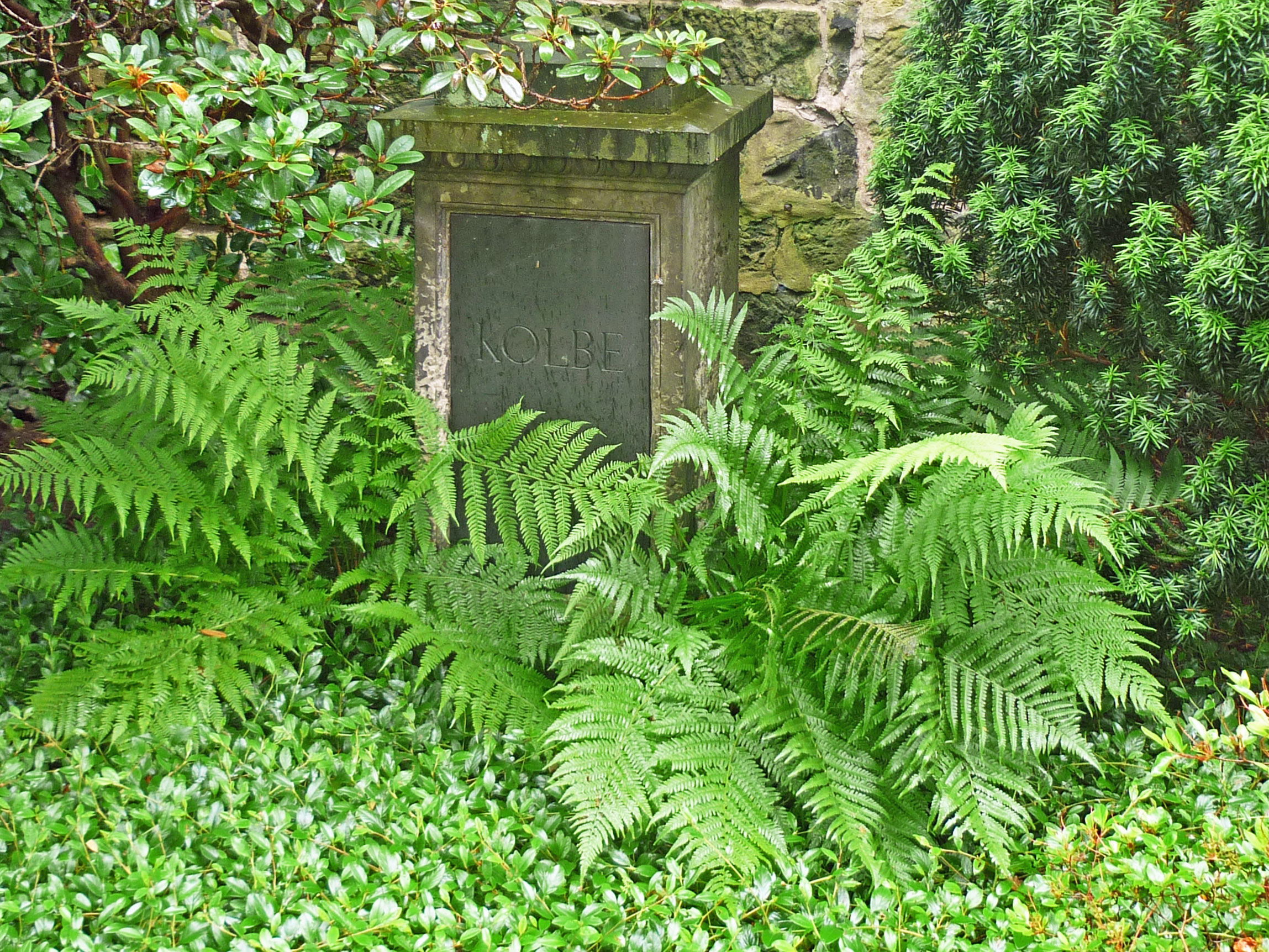
Sírja a loschwitzi temetőben

A róla szóló monográfiát 2010-ben adta ki unokája, Andrea Büsing-Kolbe és férje, Hermann Büsing Der Architekt Rudolf Kolbe: Harmonie von Bau und Landschaft (magyarul kb.: Az építész Rudolf Kolbe: Harmónia épület és táj között) címmel.

## Galéria

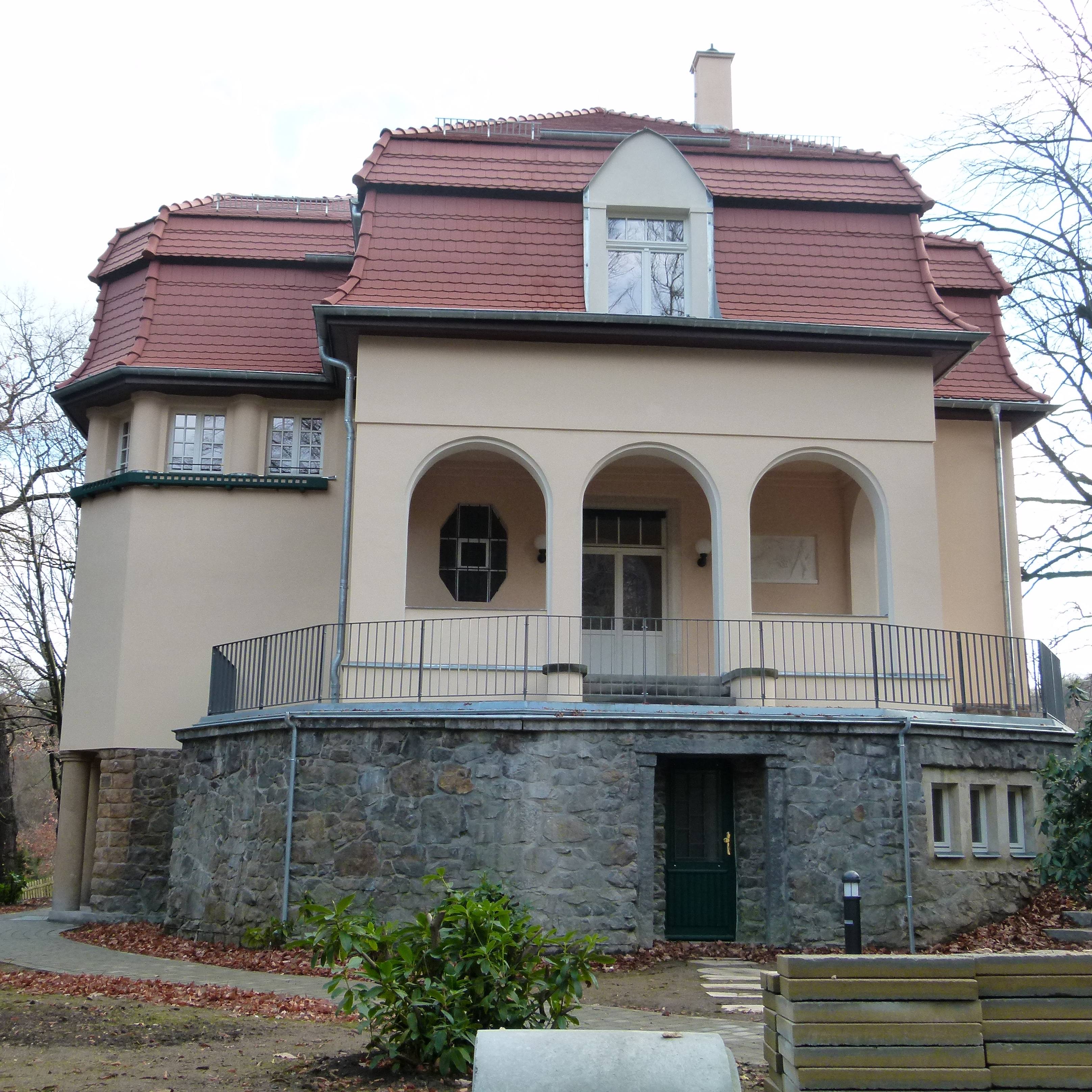
Villa Rosenhügel, Dresden-Loschwitz
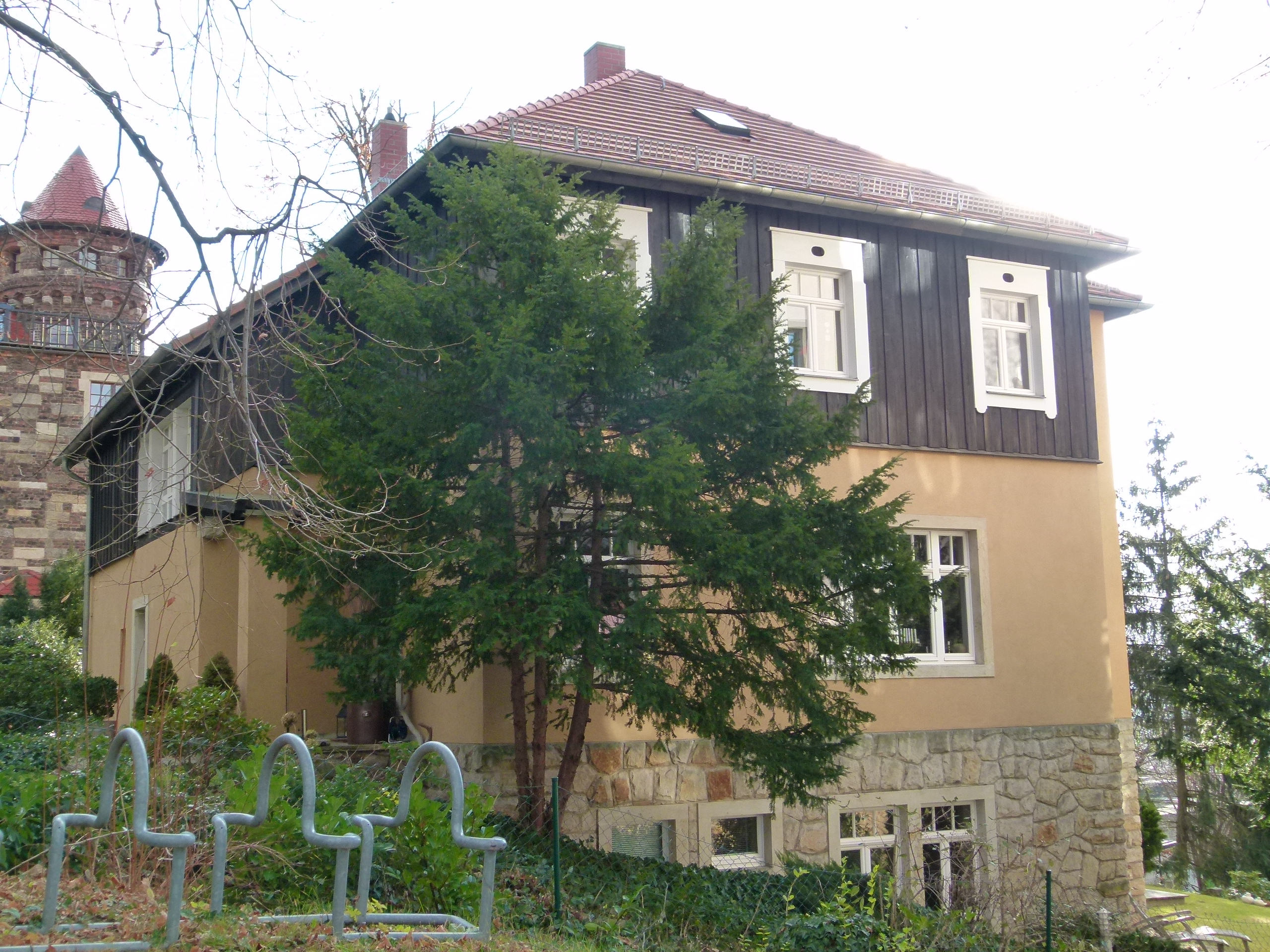
Lakóház (1903), Dresden-Loschwitz
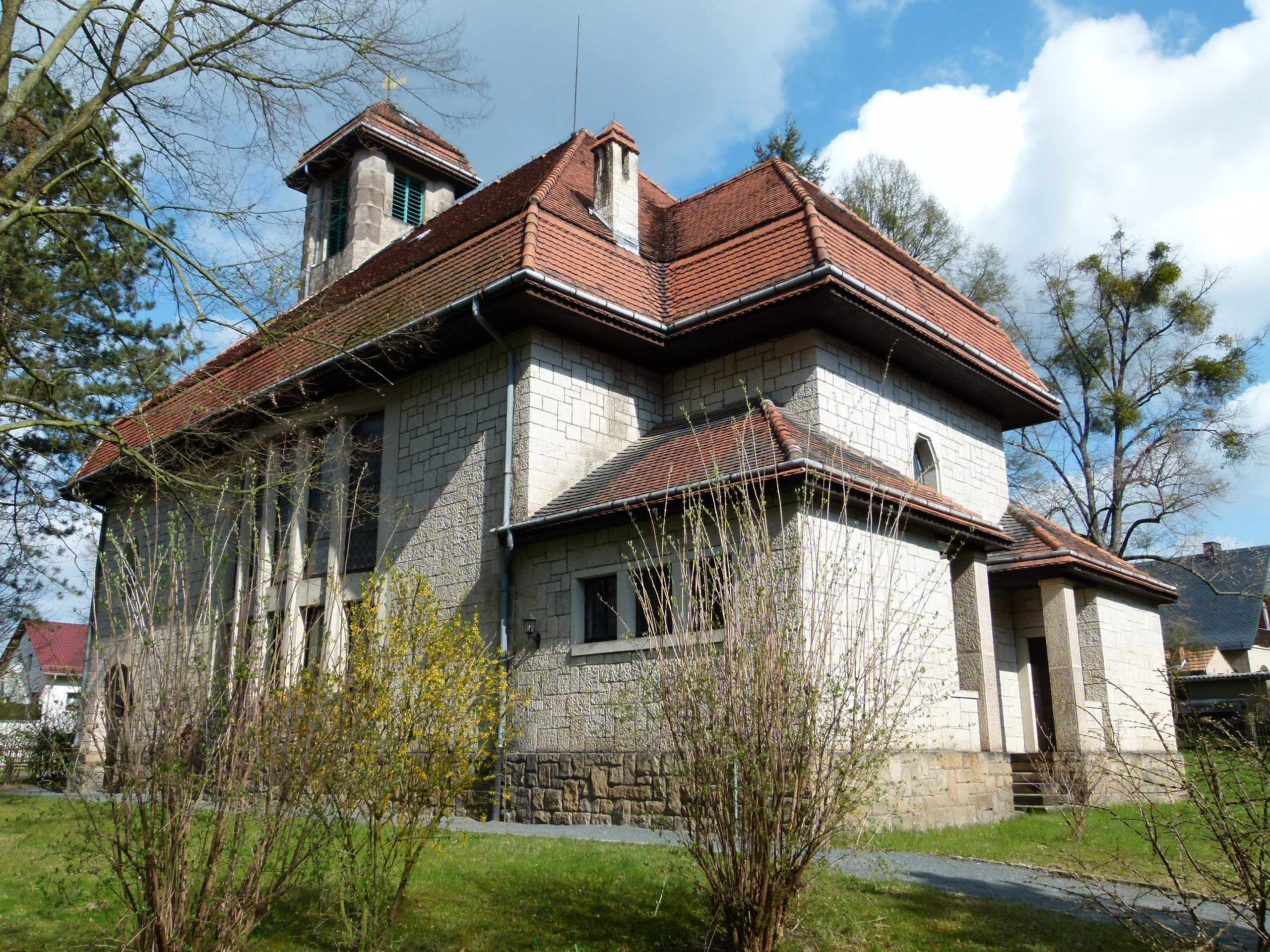
Kirche Dresden-Graupa
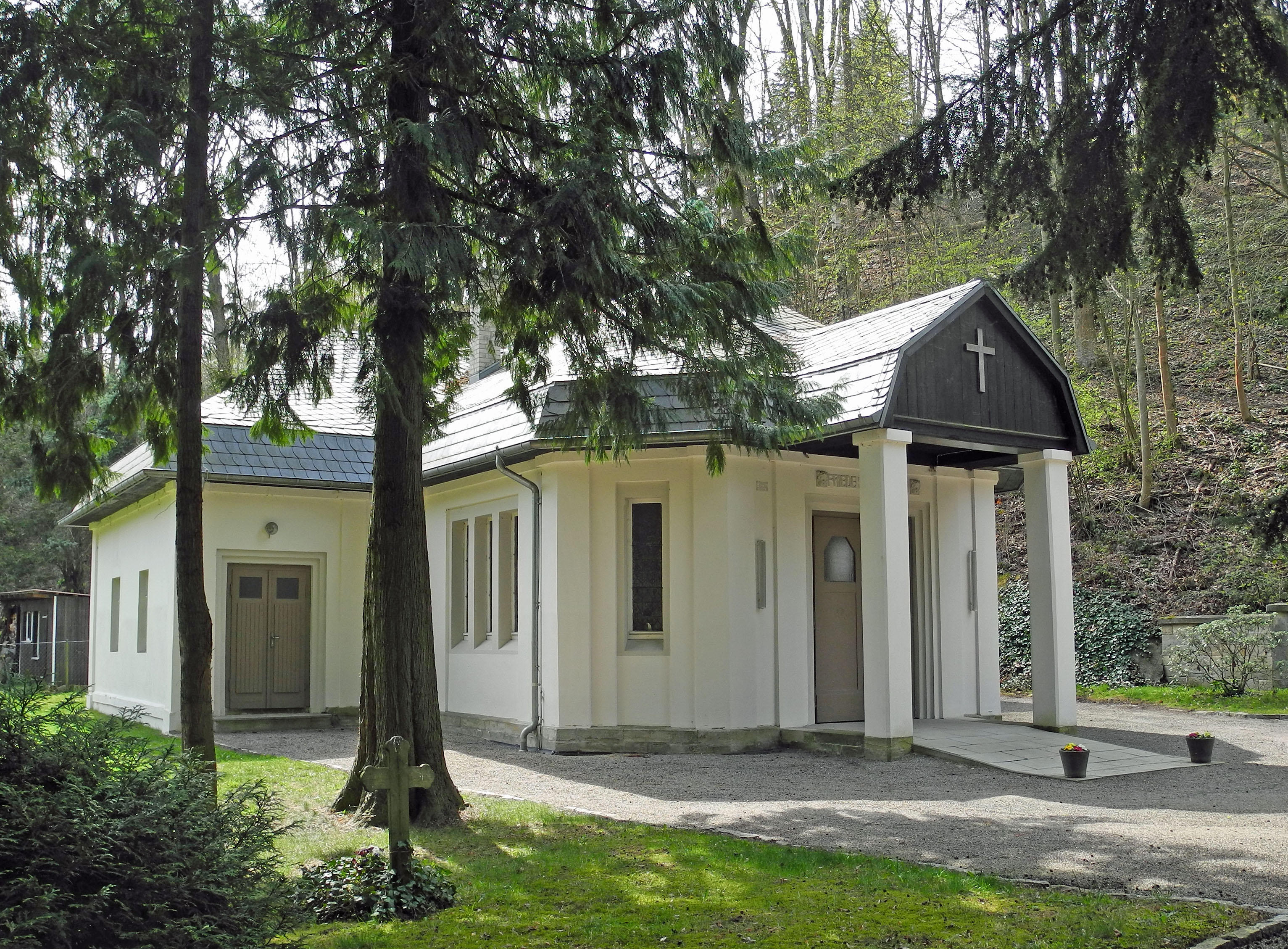
A Tharandti temető ravatalozója
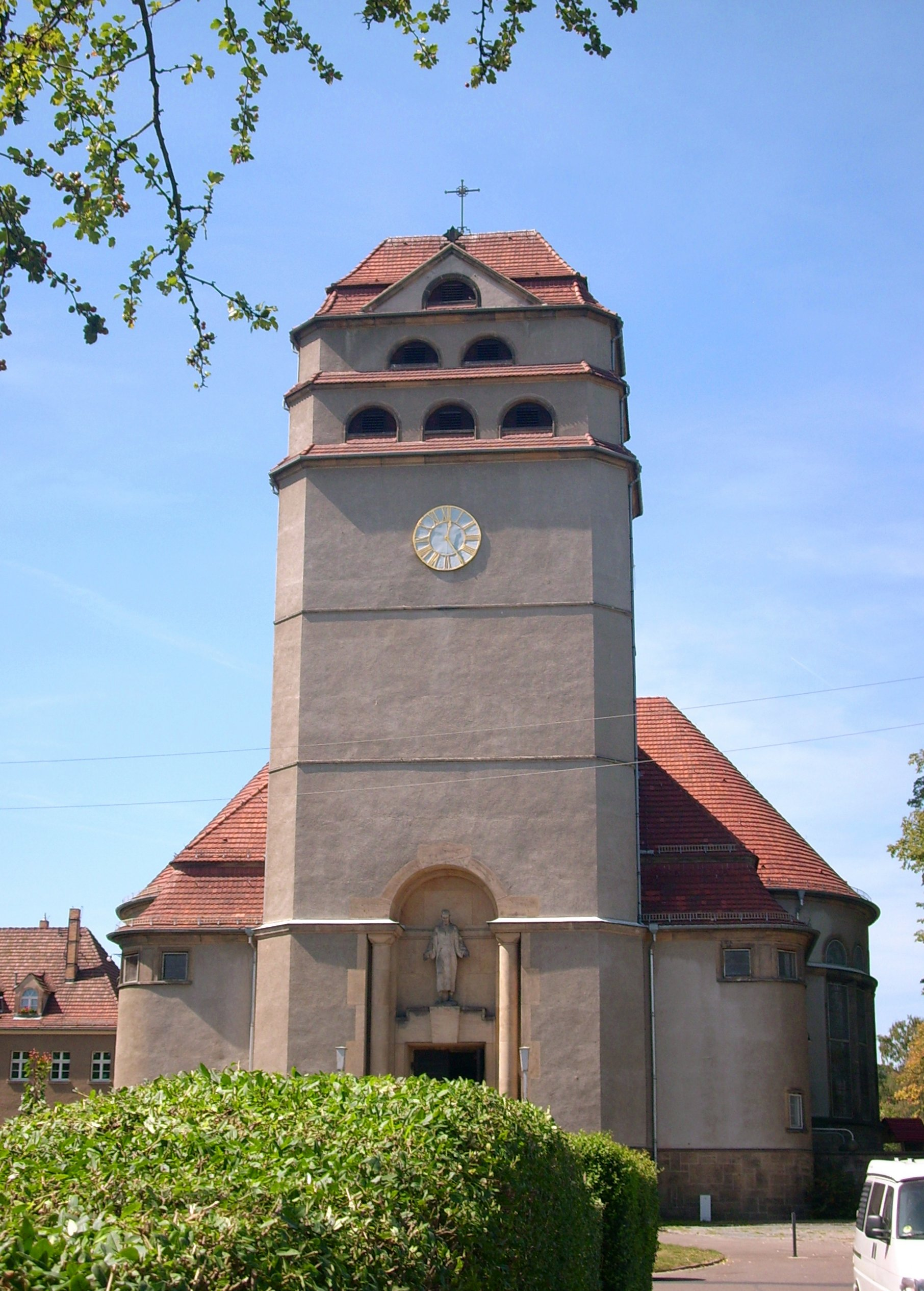
Heilandkirche, Dresden-Cotta
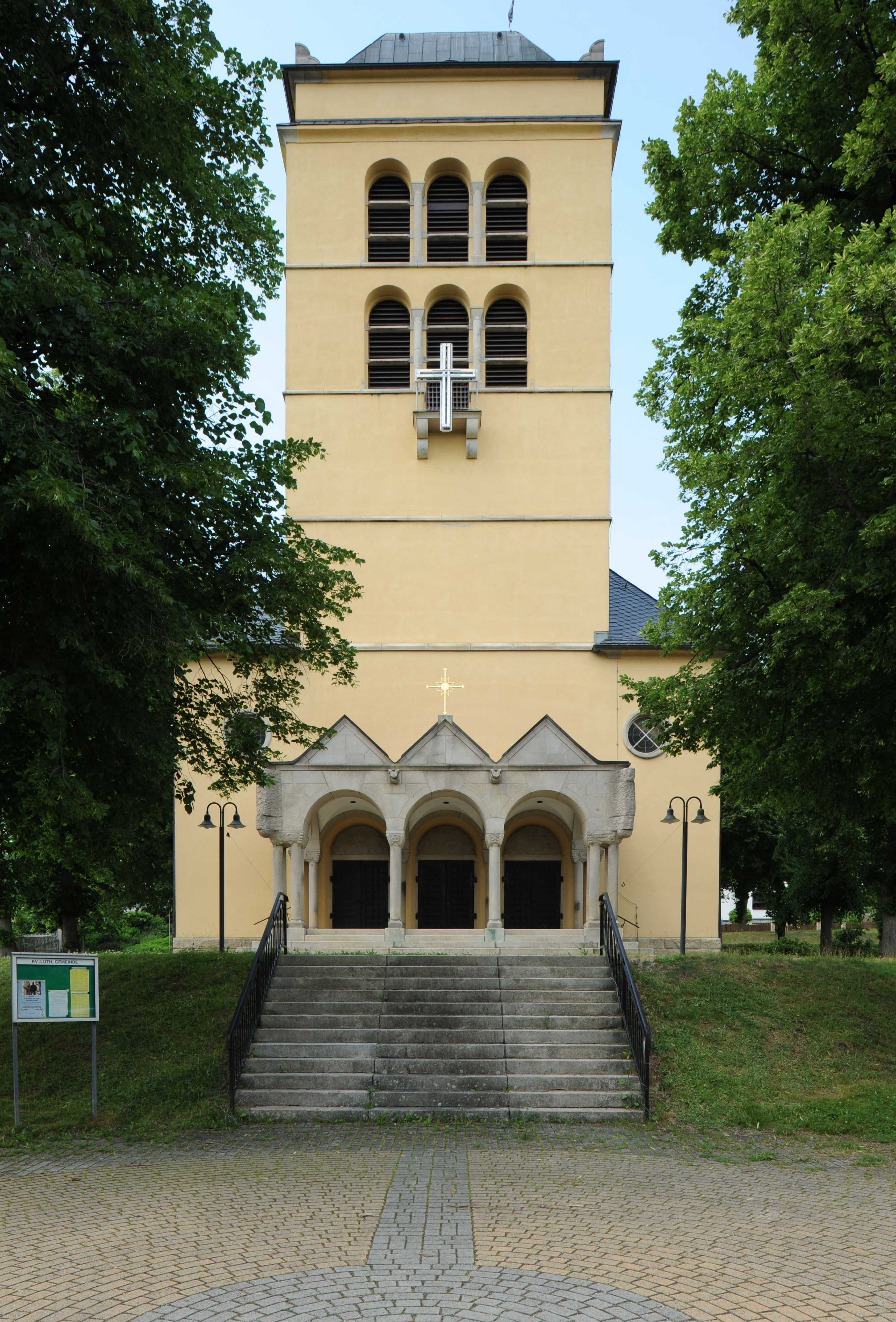
Ellefeldi evangélikus templom
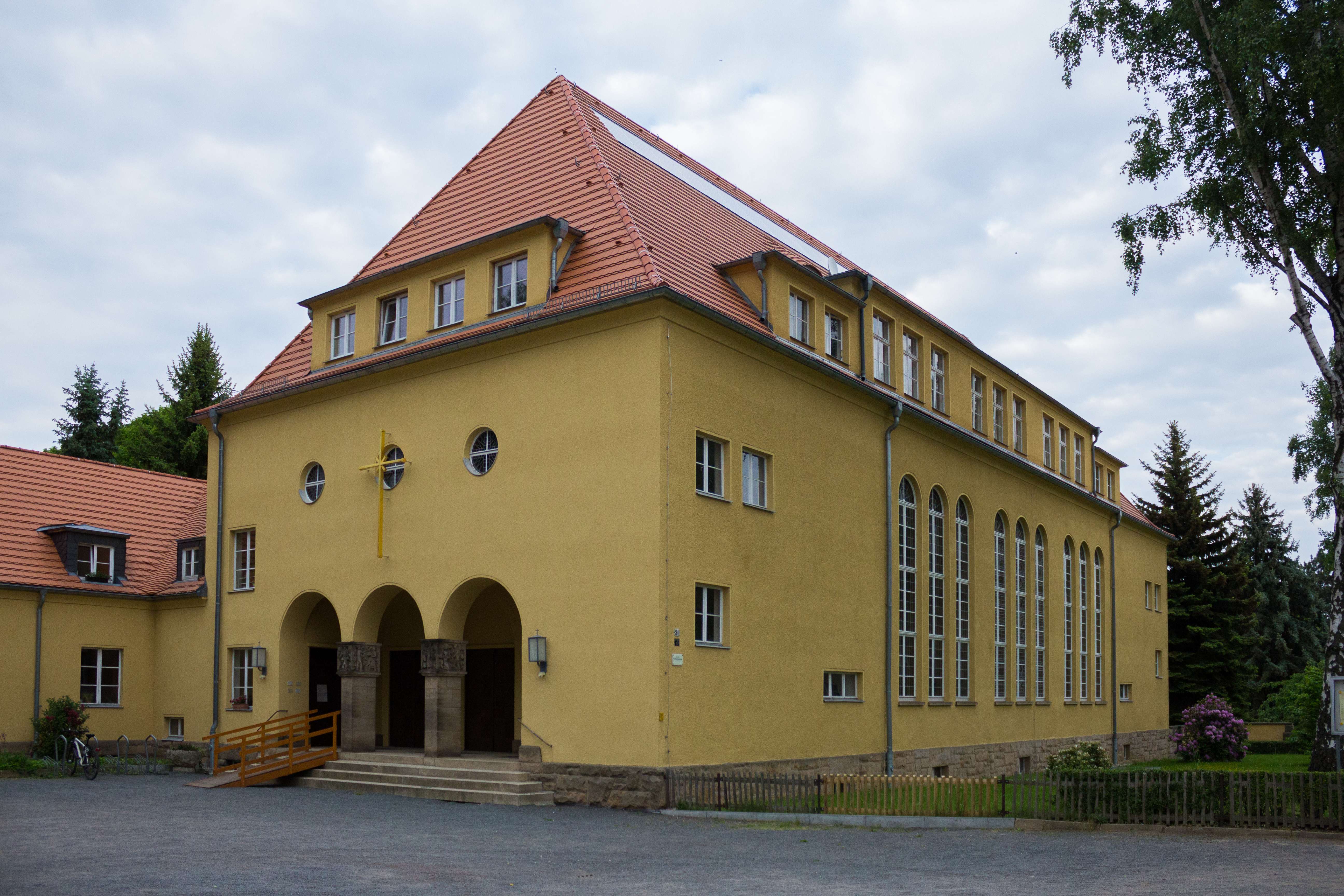
Hoffnungskirche, Dresden-Löbtau
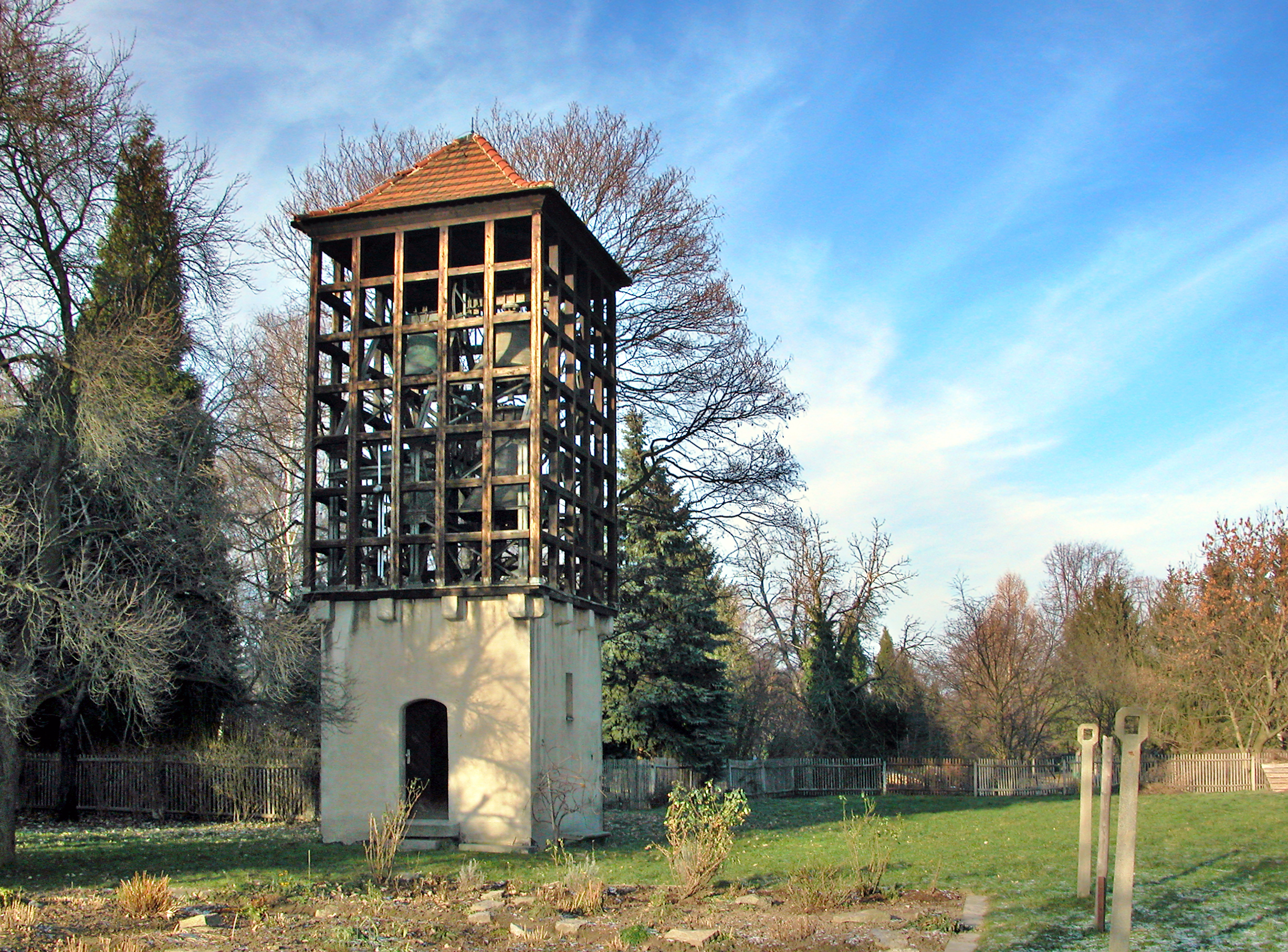
A Hoffnungskirche harangtornya, Dresden-Löbtau
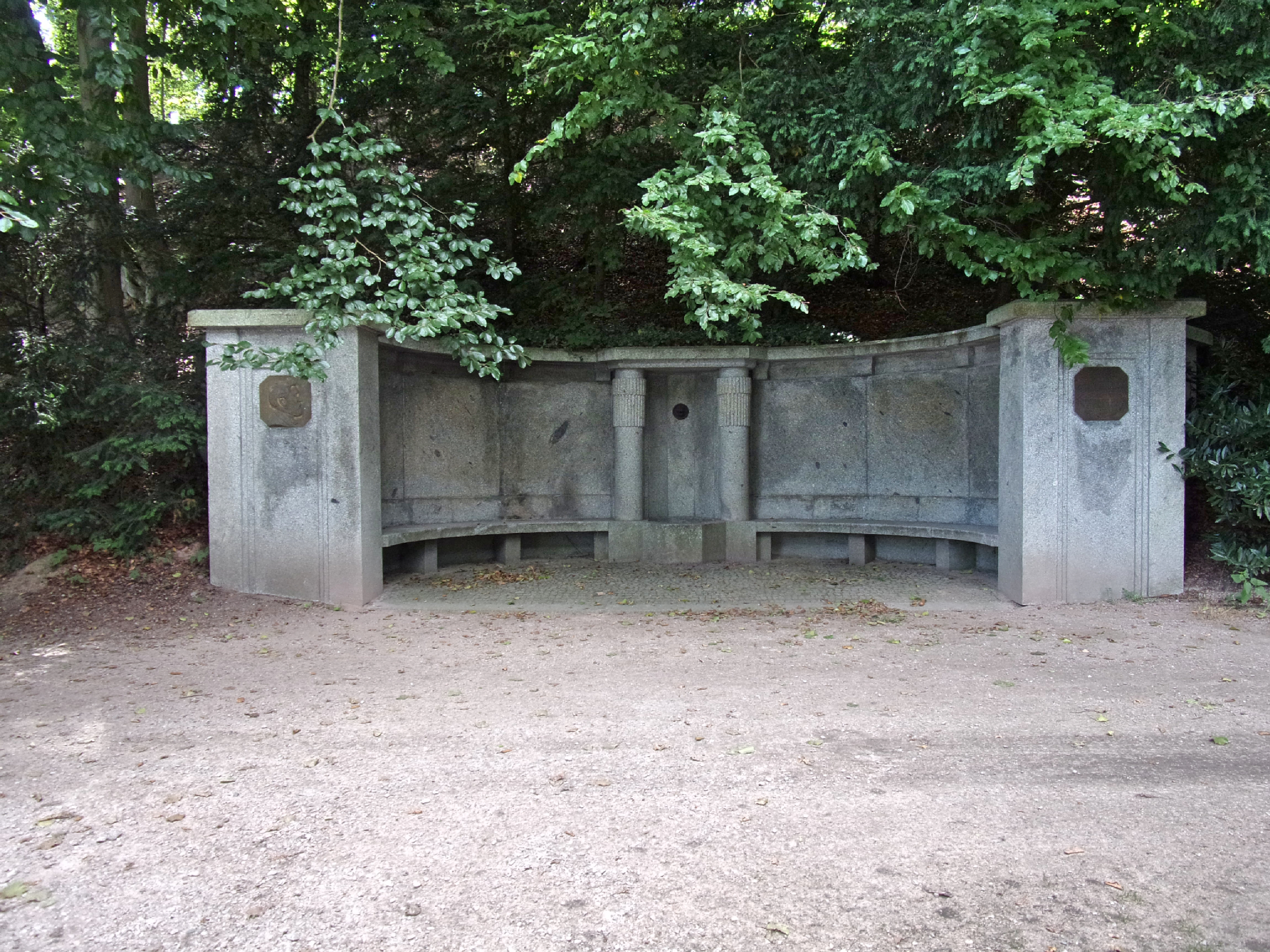
Ludowieg-kút, Hamburg-Wilstorf
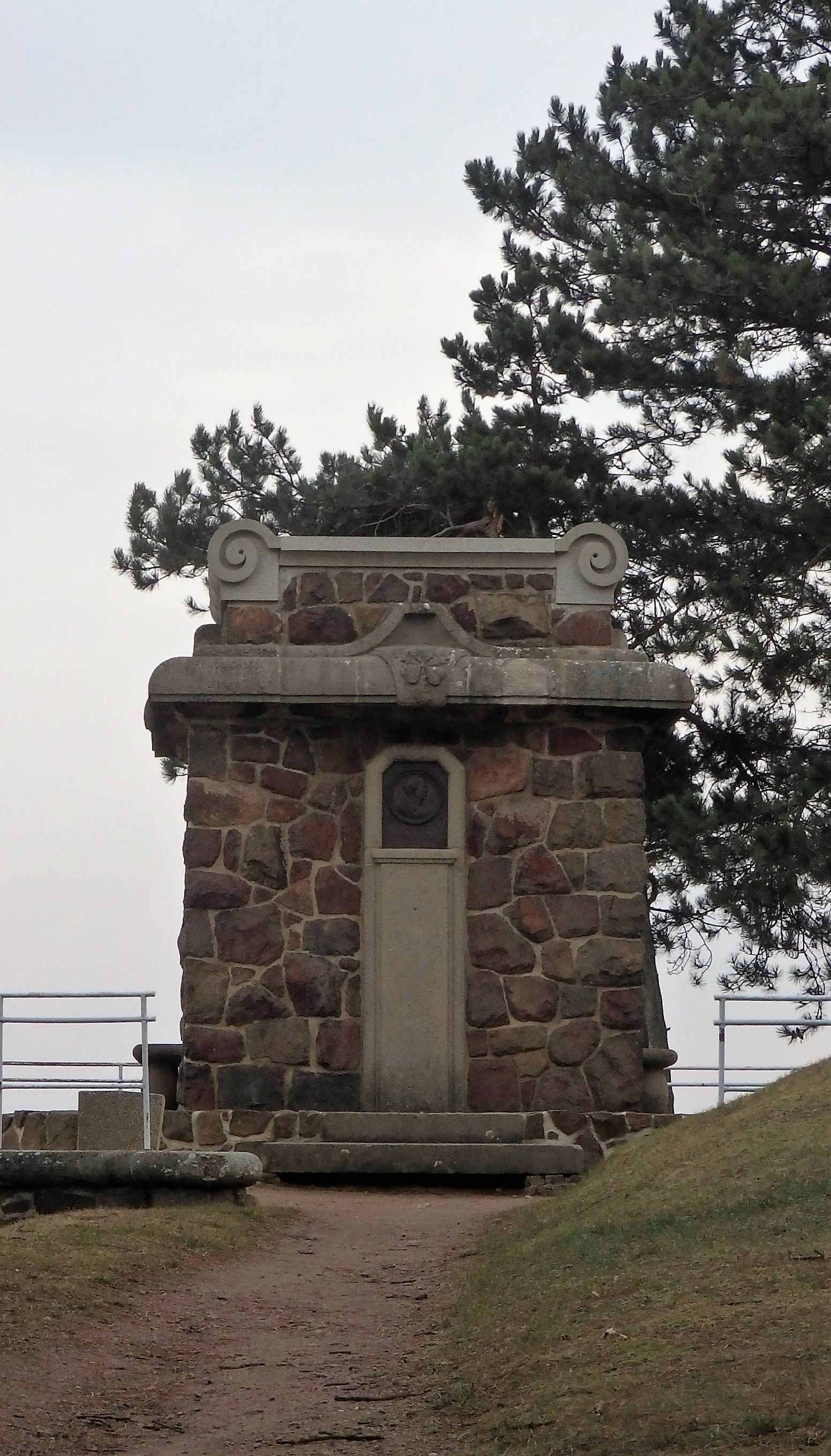
Bismarck-torony, Dresden-Cossebaude

## Fordítás
- Ez a szócikk részben vagy egészben  a   Rudolf Kolbe című német Wikipédia-szócikk fordításán alapul.  Az eredeti cikk szerkesztőit annak laptörténete sorolja fel. Ez a jelzés csupán a megfogalmazás eredetét és a szerzői jogokat jelzi, nem szolgál a cikkben szereplő információk forrásmegjelöléseként.